# Кулотино (Новгородська область)
Кулотино (рос. Кулотино) — робітниче селище у Окуловському районі Новгородської області Російської Федерації.
Населення становить 2275 осіб. Належить до муніципального утворення Кулотинське міське поселення.

## Історія
До 1927 року населений пункт перебував у складі Новгородської губернії. У 1927-1944 роках перебував у складі Ленінградської області.
Згідно із законом N 355-ОЗ від 2 грудня 2004 року належить до муніципального утворення Кулотинське міське поселення.

## Населення
| 1959  | 1970  | 1979  | 1989  | 2002  | 2009  | 2010  |
| ----- | ----- | ----- | ----- | ----- | ----- | ----- |
| 6072  | ↘5698 | ↘4817 | ↘4304 | ↘3430 | ↘3070 | ↘2942 |
| 2012  | 2013  | 2014  | 2015  | 2016  | 2017  | 2018  |
| ↘2825 | ↘2759 | ↘2689 | ↘2629 | ↘2540 | ↘2515 | ↘2447 |
| 2019  | 2020  | 2021  |       |       |       |       |
| ↘2390 | ↘2305 | ↘2275 |       |       |       |       |